# Dragoș Rusu
Dragoș Rusu (n. 8 decembrie 1910, Cajvana, Suceava – d. 6 decembrie 1994, București) a fost un jurist român, membru de onoare al Academiei Române.